# 南董元代古墓群
南董元代古墓群，位于中国河北省石家庄市南董镇南董村，为石家庄市藁城市的一个省级文物保护单位，类型为古墓葬，公布时间为2001年2月7日。
南董元代古墓群的历史年代为元代。